# Helcomyza mediterranea
Helcomyza mediterranea is een vliegensoort uit de familie van de Helcomyzidae. De wetenschappelijke naam van de soort is voor het eerst geldig gepubliceerd in 1854 door Loew.